# Cereza Montmorency
La cereza Montmorency es una variedad de cereza (Prunus cerasus) cultivada en Isla de Francia (Francia), Ontario (Canadá) y Míchigan y en el condado de Door, Wisconsin (Estados Unidos). Las cerezas Montmorency son parte del cultivar Amarelle, cerezas ácidas de color rojo más claro, en lugar del cultivar Morello, de color rojo más oscuro.
El nombre proviene de Montmorency, una localidad en el valle del Oise cercano a París, Francia.

## Producción
Existían huertas de cereza en zonas cercanas al bosque de Montmorency. También se cultiva en Soisy-sous-Montmorency y Saint-Prix.
El árbol produce frutos grandes y de color rojo claro (aunque algunos árboles producen una fruta roja más oscura) y se ha cultivado en los Estados Unidos desde al menos principios del siglo XX. Es la cereza ácida más popular en los Estados Unidos y Canadá, y se usa ampliamente en pasteles de cereza, así como en mermeladas y conservas. Míchigan produce más de 90.000 toneladas de cerezas Montmorency cada año (2012).
Las cerezas Montmorency también se comercializan en forma seca, y también se venden jugo de cereza Montmorency y concentrado de jugo.